# Saci-faisão
O peixe-frito-verdadeiro ou saci-faisão (Dromococcyx phasianellus) é uma ave da ordem Cuculiformes, família Cuculidae. Habita nas florestas tropicais e subtropicais de muitos países, incluindo o Brasil.